# Dicrotendipes radinovskyi
Dicrotendipes radinovskyi är en tvåvingeart som beskrevs av Epler 1988. Dicrotendipes radinovskyi ingår i släktet Dicrotendipes och familjen fjädermyggor. Inga underarter finns listade i Catalogue of Life.